# Östringen
Östringen è un comune tedesco di 13 003 abitanti, situato nel land del Baden-Württemberg.